# Lilla Skärgöl
Lilla Skärgöl är en sjö i Uppvidinge kommun i Småland och ingår i Mörrumsåns huvudavrinningsområde.